# Bangkok Yai
Bangkok Yai (thailändisch บางกอกใหญ่, bāːŋkɔ̀ːk jàj) ist einer der 50 Khet (Bezirke) in Bangkok, der Hauptstadt von Thailand. Bangkok Yai ist ein zentraler Distrikt am Westufer des Mae Nam Chao Phraya (Chao-Phraya-Fluss).
Der Name dieses Bezirks wird heute noch im Ausland für die Hauptstadt Thailands benutzt, auch wenn diese offiziell Krung Thep Maha Nakhon heißt.

## Geographie
Bangkok Yai wird im Norden begrenzt vom Khlong Mon (คลองมอญ, genannt nach der Volksgruppe der Mon), im Osten vom Mae Nam Chao Phraya und vom Khlong Bangkok Yai (คลองบางกอกใหญ่), im Süden und im Westen ebenfalls vom Khlong Bangkok Yai.
Die benachbarten Distrikte sind im Uhrzeigersinn von Norden aus: Bangkok Noi, Phra Nakhon (auf dem anderen Ufer des Mae Nam Chao Phraya), Thonburi, Phasi Charoen und Taling Chan.

## Geschichte
Der Name des Bezirks stammt vom Khlong Bangkok Yai (Thai: คลองบางกอกใหญ่). Dieser Khlong (Kanal) war früher eigentlich der Chao Phraya selber, der hier einen weiten Bogen von etwa 15 km Länge machte. Der König von Ayutthaya ließ wahrscheinlich bereits im Jahre 1522 einen Kanal graben, um die Reisezeit der Handelsschiffe aus dem Golf von Thailand bis zum Hafen von Ayutthaya zu verkürzen. Im Laufe der Zeit versandete das alte Flussbett immer mehr, die Ufer rückten immer näher zusammen, während der neue Kanal zur heutigen Breite heranwuchs. So erklärt sich auch, weshalb der Name eines kleinen Dorfes – Bangkok (Dorf der Wildpflaume) – für ein Gebiet benutzt wird, welches auf beiden Seiten eines so mächtigen Flusses liegt.
Bangkok Yai, oder genauer der Tambon Wat Arun, war auch das Gründungsgebiet der zeitweiligen Hauptstadt des siamesischen Reiches Thonburi, welche hier von 1767 bis 1782 bestand.
Der Name dieses Bezirks wurde im Laufe des letzten Jahrhunderts mehrfach geändert, bis er endlich in der Verwaltungs-Reform von 1972 seinen heutigen Namen – Bangkok Yai – erhielt.

## Sehenswürdigkeiten

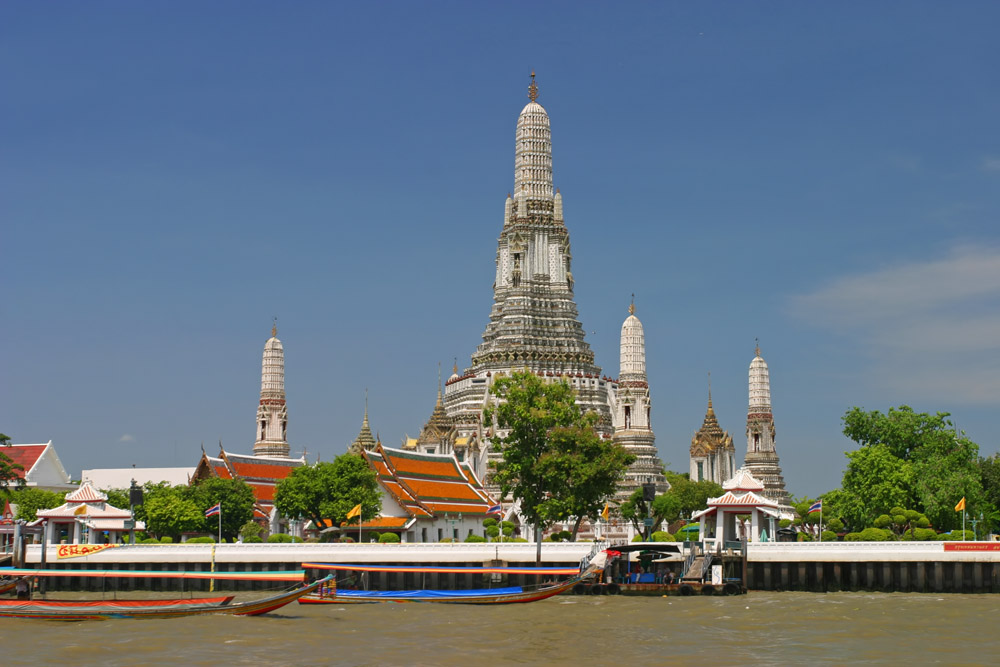
Wat Arun

- Hauptsehenswürdigkeit von Bangkok Yai ist Wat Arun.
- Wang Derm Palast – historischer Palast von König Taksin, für Touristen nicht zugänglich.

Weitere sehenswerte buddhistische Tempel (Wat):
- Wat Hong Rattanaram – restaurierter Tempel aus der Thonburi-Zeit
- Wat Khruea Wan – Ayutthaya-Tempel in chinesischem Stil
- Wat Molilokkayaram – geschichtsträchtiger Tempel neben dem Wang Derm Palast
- Wat Ratchasittharam – sehenswerte Wandmalereien im Ubosot

## Verkehr
Durch den Bezirk führt die blaue Linie der Bangkoker U-Bahn (MRT) mit den Stationen Itsaraphap, Tha Phra und Charan 13. Auf dem Chao-Phraya-Fluss gibt es eine Fährverbindung zwischen Tha Tian (am Wat Pho auf der Rattanakosin-Insel) und Wat Arun.

## Verwaltung
Der Bezirk ist in zwei Unterbezirke (Khwaeng) gegliedert:
| Nr. | Name Khwaeng | Thai    | Einw.  |
| --- | ------------ | ------- | ------ |
| 1.  | Wat Arun     | วัดอรุณ   | 14.628 |
| 2.  | Wat Tha Phra | วัดท่าพระ | 56.459 |